# Список глав правительства Югославии

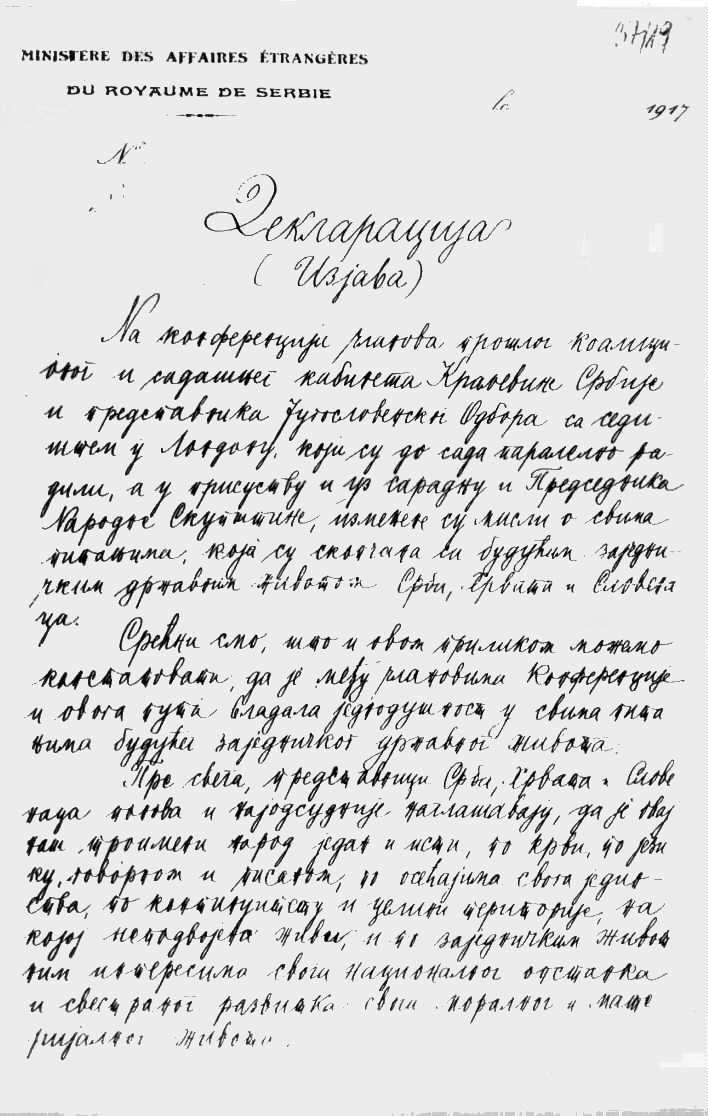
Корфская декларация

Видовданская конституция

Список глав правительства Югославии включает руководителей правительств Югославии, начиная с создания в 1918 году Королевства Сербов, Хорватов и Словенцев и завершая прекращением в 2006 году Государственного Союза Сербии и Черногории как последнего объединения югославянских народов.
Использованная в первом столбце таблиц нумерация является условной; также условным является использование в первом столбце цветовой заливки, служащей для упрощения восприятия принадлежности лиц к различным политическим силам без необходимости обращения к столбцу, отражающему партийную принадлежность. Наряду с партийной принадлежностью, в столбце «Партия» также отражён внепартийный (независимый) статус персоналий. В столбце «Выборы» отражены состоявшиеся выборные процедуры; поскольку в монархический и социалистический периоды формирование правительства конституционно не зависело от парламента, проходившие тогда парламентские выборы (как не связанные непосредственно с процедурой назначения кабинета или исполнительного веча) отражены в периоде работы правительства в соответствии с датой их проведения (при этом столбец не заполняется, если в период работы правительства выборы не проводились). Для удобства список разделён на принятые в историографии периоды истории страны. Приведённые в преамбулах к каждому из разделов описания этих периодов призваны пояснить особенности политической жизни.
Имена персоналий последовательно приведены на вуковице (кириллическом алфавите) и гаевице (латинском в основе алфавите), в ряде случае приведены также иноязычные имена, значительно отличающиеся от их сербских (сербохорватских) вариантов (например, венгерские).

## Королевство Сербов, Хорватов и Словенцев (1918—1929)
С 27 сентября (9 октября) 1915 года по 20 октября (1 ноября) 1918 Королевство Сербия (серб. Краљевина Србија) было оккупировано Австро-Венгрией и Болгарией (освобождение территории началось в начале октября 1917 года); в период оккупации король Петар Караджорджевич (Карагеоргиевич) и правительство находились на греческом острове Корфу, где 7 (20) июля 1917 года главой сербского правительства Николой Пашичем и председателем лондонского Югославянского комитета Анте Трумбичем была подписана декларация об объединении по окончании мировой войны Сербии и югославянских земель Австро-Венгрии в единое государство под эгидой сербской династии Карагеоргиевичей. 29 июля (11 августа) 1917 года к соглашению присоединился парижский Черногорский комитет национального объединения. 20 ноября (1 декабря) 1918 года Королевство Сербов, Хорватов и Словенцев (сербохорв. Краљевина Срба, Хрвата и Словенаца / Kraljevina Srba, Hrvata i Slovenaca, словен. Kraljevina Srbov, Hrvatov in Slovencev) было провозглашено. 19 декабря 1918 года к нему присоединилось Государство Словенцев, Хорватов и Сербов (сербохорв. Država Slovenaca, Hrvata i Srba; Држава Словенаца, Хрвата и Срба, словен. Država Slovencev, Hrvatov in Srbov) объединившее в ходе распада Австро-Венгрии входившие в состав империи южно-славянские земли (Королевство Хорватия и Славония, Королевство Далмация, Босния и Герцеговина, Крайна), которое было провозглашено 29 октября 1918 года. Действующее сербское правительство Николы Пашича стало временным правительством объединённого королевства, пока первым Председателем министерского совета (сербохорв. Председник министарског савета / Predsjednik ministarskog vijeća) нового государства не был назначен Стоян Протич. В 1921 году в праздник Видовдан (28 июня 1921 года) Учредительной скупщиной (серб. Уставнотворна скупштина) была принята Видовданская конституция, действовавшая до установления 6 января 1929 года королём Александром военно-монархической диктатуры. 3 октября королём был обнародован вступивший на следующий день в силу закон «О наименовании и разделении королевства на административные районы», по которому страна стала называться Королевство Югославия (до того название Югославия повсеместно использовалось неофициально).
До 18 января (1 февраля) 1919 года, когда Королевство сербов, хорватов и словенцев перешло на григорианский календарь, также приведены юлианские даты. Выборные процедуры отражены в периоде работы правительства в соответствии с датой их проведения (при этом столбец не заполняется, если в период работы правительства выборы не проводились).
|             | Портрет         | Имя (годы жизни)                                                                         | Полномочия                 | Полномочия          | Партия | Выборы        | Кабинет              | Пр.                  |
| Начало      | Портрет         | Имя (годы жизни)                                                                         | Окончание                  |                     | Партия | Выборы        | Кабинет              | Пр.                  |
| ----------- | --------------- | ---------------------------------------------------------------------------------------- | -------------------------- | ------------------- | --- | ------------- | -------------------- | -------------------- |
| Врем.       |                 | Никола Пашич (1845—1926) сербохорв. Никола Пашић / Nikola Pašić                          | 20 ноября (1 декабря) 1918 | 7 (20) декабря 1918 | Народная радикальная партия в коалиции с Сербской прогрессивной партией и Независимой радикальной партией | [ комм. 1 ]   | Пашич—XII            | [ 14 ] [ 15 ] [ 16 ] |
| 1 (I)       |                 | Стоян Протич (1845—1926) сербохорв. Стојан Протић / Stojan Protić                        | 7 (20) декабря 1918        | 16 августа 1919     | Народная радикальная партия в коалиции с Независимой радикальной партией                                  |               | Протич—I             | [ 17 ] [ 18 ] [ 19 ] |
| 2 (I—II)    |                 | Любомир Давидович (1863—1940) сербохорв. Љубомир Давидовић / Ljubomir Davidović          | 16 августа 1919            | 18 октября 1919     | Демократическая партия                                                                                    | Давидович—I   | [ 20 ] [ 21 ]        |                      |
| 2 (I—II)    | 18 октября 1919 | Любомир Давидович (1863—1940) сербохорв. Љубомир Давидовић / Ljubomir Davidović          | 19 февраля 1920            | Давидович—II        | Демократическая партия                                                                                    |               | [ 20 ] [ 21 ]        |                      |
| 1 (II)      |                 | Стоян Протич (1845—1926) сербохорв. Стојан Протић / Stojan Protić                        | 19 февраля 1920            | 16 мая 1920         | Народная радикальная партия                                                                               | Протич—II     | [ 17 ] [ 18 ] [ 19 ] |                      |
| 3 (I—II)    |                 | Миленко Веснич (1863—1921) сербохорв. Миленко Веснић / Milenko Vesnić                    | 16 мая 1920                | 18 августа 1920     | Народная радикальная партия                                                                               | Веснич—I      | [ 22 ] [ 23 ] [ 24 ] |                      |
| 3 (I—II)    | 18 августа 1920 | Миленко Веснич (1863—1921) сербохорв. Миленко Веснић / Milenko Vesnić                    | 1 января 1921              | 1920                | Народная радикальная партия                                                                               | Веснич—II     | [ 22 ] [ 23 ] [ 24 ] |                      |
| 4 (I—VII)   |                 | Никола Пашич (1845—1926) сербохорв. Никола Пашић / Nikola Pašić                          | 1 января 1921              | 26 марта 1921       | Народная радикальная партия                                                                               |               | Пашич—XIII           | [ 14 ] [ 15 ] [ 16 ] |
| 4 (I—VII)   | 26 марта 1921   | Никола Пашич (1845—1926) сербохорв. Никола Пашић / Nikola Pašić                          | 24 декабря 1921            | Пашич—XIV           | Народная радикальная партия                                                                               |               |                      | [ 14 ] [ 15 ] [ 16 ] |
| 4 (I—VII)   | 24 декабря 1921 | Никола Пашич (1845—1926) сербохорв. Никола Пашић / Nikola Pašić                          | 16 декабря 1922            | Пашич—XV            | Народная радикальная партия                                                                               |               |                      | [ 14 ] [ 15 ] [ 16 ] |
| 4 (I—VII)   | 16 декабря 1922 | Никола Пашич (1845—1926) сербохорв. Никола Пашић / Nikola Pašić                          | 2 мая 1923                 | Пашич—XVI           | Народная радикальная партия                                                                               |               |                      | [ 14 ] [ 15 ] [ 16 ] |
| 4 (I—VII)   | 2 мая 1923      | Никола Пашич (1845—1926) сербохорв. Никола Пашић / Nikola Pašić                          | 27 марта 1924              | 1923                | Народная радикальная партия                                                                               | Пашич—XVII    |                      | [ 14 ] [ 15 ] [ 16 ] |
| 4 (I—VII)   | 27 марта 1924   | Никола Пашич (1845—1926) сербохорв. Никола Пашић / Nikola Pašić                          | 21 мая 1924                |                     | Народная радикальная партия                                                                               | Пашич—XVIII   |                      | [ 14 ] [ 15 ] [ 16 ] |
| 4 (I—VII)   | 21 мая 1924     | Никола Пашич (1845—1926) сербохорв. Никола Пашић / Nikola Pašić                          | 27 июля 1924               | Пашич—XIX           | Народная радикальная партия                                                                               |               |                      | [ 14 ] [ 15 ] [ 16 ] |
| 2 (III)     |                 | Любомир Давидович (1863—1940) сербохорв. Љубомир Давидовић / Ljubomir Davidović          | 27 июля 1924               | 6 ноября 1924       | Демократическая партия                                                                                    | Давидович—III | [ 20 ] [ 21 ]        |                      |
| 4 (VIII—XI) |                 | Никола Пашич (1845—1926) сербохорв. Никола Пашић / Nikola Pašić                          | 6 ноября 1924              | 29 апреля 1925      | Народная радикальная партия                                                                               | 1925          | Пашич—XX             | [ 14 ] [ 15 ] [ 16 ] |
| 4 (VIII—XI) | 26 марта 1921   | Никола Пашич (1845—1926) сербохорв. Никола Пашић / Nikola Pašić                          | 18 июля 1925               |                     | Народная радикальная партия                                                                               | Пашич—XXI     |                      | [ 14 ] [ 15 ] [ 16 ] |
| 4 (VIII—XI) | 18 июля 1925    | Никола Пашич (1845—1926) сербохорв. Никола Пашић / Nikola Pašić                          | 8 апреля 1926              | Пашич—XXII          | Народная радикальная партия                                                                               |               |                      | [ 14 ] [ 15 ] [ 16 ] |
| 5 (I—IV)    |                 | Никола Узунович (1873—1954) сербохорв. Никола Узуновић / Nikola Uzunović                 | 8 апреля 1926              | 15 апреля 1926      | Народная радикальная партия                                                                               | Узунович—I    | [ 25 ] [ 26 ]        |                      |
| 5 (I—IV)    | 15 апреля 1926  | Никола Узунович (1873—1954) сербохорв. Никола Узуновић / Nikola Uzunović                 | 24 декабря 1926            | Узунович—II         | Народная радикальная партия                                                                               |               | [ 25 ] [ 26 ]        |                      |
| 5 (I—IV)    | 24 декабря 1926 | Никола Узунович (1873—1954) сербохорв. Никола Узуновић / Nikola Uzunović                 | 1 февраля 1927             | Узунович—III        | Народная радикальная партия                                                                               |               | [ 25 ] [ 26 ]        |                      |
| 5 (I—IV)    | 1 февраля 1927  | Никола Узунович (1873—1954) сербохорв. Никола Узуновић / Nikola Uzunović                 | 17 апреля 1927             | Узунович—IV         | Народная радикальная партия                                                                               |               | [ 25 ] [ 26 ]        |                      |
| 6 (I—II)    |                 | Велимир Вукичевич (1871—1930) сербохорв. Велимир Вукићевић / Velimir Vukićević           | 17 апреля 1927             | 23 февраля 1928     | Народная радикальная партия                                                                               | 1927          | Вукичевич—I          | [ 27 ]               |
| 6 (I—II)    | 23 февраля 1928 | Велимир Вукичевич (1871—1930) сербохорв. Велимир Вукићевић / Velimir Vukićević           | 27 июля 1928               |                     | Народная радикальная партия                                                                               | Вукичевич—II  |                      | [ 27 ]               |
| 7           |                 | Антон Корошец (1872—1940) сербохорв. Антон Корошец / Anton Korošec словен. Anton Korošec | 27 июля 1928               | 6 января 1929       | Словенская народная партия                                                                                | Корошец       | [ 28 ]               |                      |
| 8 (I)       |                 | Петар Живкович (1879—1947) сербохорв. Петар Живковић / Petar Živković                    | 6 января 1929              | 4 октября 1929      | независимый                                                                                               | Живкович—I    | [ 29 ]               |                      |

## Королевство Югославия (1929—1945)
3 октября 1929 года король Александр обнародовал вступивший на следующий день в силу закон «О наименовании и разделении королевства на административные районы», по которому страна стала называться Королевство Югославия (сербохорв. Краљевина Југославија / Kraljevina Jugoslavija, словен. Kraljevina Jugoslavija) и была разделена на бановины со смешанным национальным составом.
Новая конституция, известная как «сентябрьская конституция» (серб. Септембарски устав), была октроирована королём 3 сентября 1931 года, положив конец установленному им 6 января 1929 года режиму военно-монархической диктатуры. Формально её действие было прекращено только с провозглашением Федеративной Народной Республики Югославии 29 ноября 1945 года. Однако на прошедших 8 ноября 1931 года выборах из-за требований к сбору подписей для регистрации был выставлен только правительственный список; избранные по нему депутаты 4 мая 1932 года образовали единственную разрешённую партию — Югославскую радикально-крестьянскую демократию (20 июля 1933 года переименована в Югославскую национальную партию).
После убийства в Марселе 9 октября 1934 года короля Александра ставший князем-наместником Павле Караджёрджевич (возглавивший регентский совет при малолетнем наследнике престола Петре II) произвёл поворот югославской политики на сближение с Германией и Италией. Доминирующей политической силой в стране стал Югославский радикальный союз, идеологически близкий к фашизму. После возвращения главы правительства Драгиши Цветковича и ряда министров 26 марта 1941 года из Германии, ими было сделано заявление о присоединении Югославии к странам «оси»; на следующий день правительство и князь-наместник были смещены в результате военного переворота; заговорщики заявили о передаче трона не достигшему совершеннолетия Петру II и назначили правительство во главе с начальником Генерального штаба Душаном Симовичем.
6 апреля 1941 года на Югославию напали войска Германии и её союзников, оккупировавшие и расчленившие территорию в страны ходе Югославской операции. 15 апреля 1941 года из аэропорта Никшича правительство вместе с королём вылетело в Грецию.
|            | Портрет                                        | Имя (годы жизни)                                                                    | Полномочия      | Полномочия | Партия | Выборы          | Кабинет       | Пр.    |
| Начало     | Портрет                                        | Имя (годы жизни)                                                                    | Окончание       | | Партия | Выборы          | Кабинет       | Пр.    |
| ---------- | ---------------------------------------------- | ----------------------------------------------------------------------------------- | --------------- | --- | --- | --------------- | ------------- | ------ |
| 8 (I—III)  |                                                | Петар Живкович (1879—1947) сербохорв. Петар Живковић / Petar Živković               | 4 октября 1929  | 3 сентября 1931 | независимый |                 | Живкович—I    | [ 29 ] |
| 8 (I—III)  | 3 сентября 1931                                | Петар Живкович (1879—1947) сербохорв. Петар Живковић / Petar Živković               | 5 января 1932   | 1931 | независимый | Живкович—II     |               | [ 29 ] |
| 8 (I—III)  | 5 января 1932                                  | Петар Живкович (1879—1947) сербохорв. Петар Живковић / Petar Živković               | 4 апреля 1932   | | независимый | Живкович—III    |               | [ 29 ] |
| 9          |                                                | Воислав Маринкович (1876—1935) сербохорв. Војислав Маринковић / Vojislav Marinković | 4 апреля 1932   | 3 июля 1932 | независимый | Маринкович      | [ 42 ] [ 43 ] |        |
|            | Югославская радикально-крестьянская демократия | Воислав Маринкович (1876—1935) сербохорв. Војислав Маринковић / Vojislav Marinković | 4 апреля 1932   | 3 июля 1932 | | Маринкович      | [ 42 ] [ 43 ] |        |
| 10 (I—II)  |                                                | Милан Сршкич (1880—1937) сербохорв. Милан Сршкић / Milan Srškić                     | 3 июля 1932     | 5 ноября 1932 | Сршкич—I | [ 44 ]          |               |        |
| 10 (I—II)  | 5 ноября 1932                                  | Милан Сршкич (1880—1937) сербохорв. Милан Сршкић / Milan Srškić                     | 27 января 1934  | Югославская радикально-крестьянская демократия → Югославская национальная партия | Сршкич—II | [ 44 ]          |               |        |
| 5 (V—VII)  |                                                | Никола Узунович (1873—1954) сербохорв. Никола Узуновић / Nikola Uzunović            | 27 января 1934  | 18 апреля 1934 | Югославская национальная партия | Узунович—V      | [ 25 ] [ 26 ] |        |
| 5 (V—VII)  | 18 апреля 1934                                 | Никола Узунович (1873—1954) сербохорв. Никола Узуновић / Nikola Uzunović            | 22 октября 1934 | Узунович—VI | Югославская национальная партия |                 | [ 25 ] [ 26 ] |        |
| 5 (V—VII)  | 22 октября 1934                                | Никола Узунович (1873—1954) сербохорв. Никола Узуновић / Nikola Uzunović            | 20 декабря 1934 | Узунович—VII | Югославская национальная партия |                 | [ 25 ] [ 26 ] |        |
| 11         |                                                | Боголюб Евтич (1886—1960) сербохорв. Богољуб Јевтић / Bogoljub Jevtić               | 20 декабря 1934 | 24 марта 1935 | Югославская национальная партия | Евтич           | [ 45 ]        |        |
| 12 (I—III) |                                                | Милан Стоядинович (1888—1961) сербохорв. Милан Стојадиновић / Milan Stojadinović    | 24 марта 1935   | 7 марта 1936 | Югославский радикальный союз | 1935            | Стоядинович—I | [ 46 ] |
| 12 (I—III) | 7 марта 1936                                   | Милан Стоядинович (1888—1961) сербохорв. Милан Стојадиновић / Milan Stojadinović    | 21 декабря 1938 | 1938 | Югославский радикальный союз | Стоядинович—II  |               | [ 46 ] |
| 12 (I—III) | 21 декабря 1938                                | Милан Стоядинович (1888—1961) сербохорв. Милан Стојадиновић / Milan Stojadinović    | 5 февраля 1939  | | Югославский радикальный союз | Стоядинович—III |               | [ 46 ] |
| 13 (I—II)  |                                                | Драгиша Цветкович (1893—1969) сербохорв. Драгиша Цветковић / Dragiša Cvetković      | 5 февраля 1939  | 26 августа 1939 | Югославский радикальный союз в коалиции с Югославской мусульманской организацией и Словенской народной партией | Цветкович—I     | [ 47 ] [ 48 ] |        |
| 13 (I—II)  | 26 августа 1939                                | Драгиша Цветкович (1893—1969) сербохорв. Драгиша Цветковић / Dragiša Cvetković      | 27 марта 1941   | Югославский радикальный союз в коалиции с Хорватской крестьянской партией, Словенской народной партией, Земледельческой партией, Югославской мусульманской организацией и Независимой демократической партией | Цветкович—II |                 | [ 47 ] [ 48 ] |        |
| 14         |                                                | Душан Симович (1882—1962) сербохорв. Душан Симовић / Dušan Simović                  | 27 марта 1941   | 15 апреля 1941 | независимый с участием Хорватской крестьянской партии, Народной радикальной партии, Независимой демократической партии, Демократической партии, Словенской народной партии, Югославской мусульманской организации и Земледельческой партии | [ комм. 8 ]     | Симович       | [ 49 ] |

### Королевское правительство в изгнании (1941—1945)
После разгрома королевской армии силами стран «оси» и их союзниками король Пётр II и правительство Симовича 15 апреля 1941 года вылетели из аэропорта Никшича в Грецию, затем 28 апреля в Палестину и, наконец, с июня 1941 года обосновались в Лондоне. Правительство Югославии в изгнании имело официальное международное признание, местом проведения его сессий являлся лондонский отель «Кларидж», кроме периода с сентября 1943 года по март 1944 года, когда оно пребывало в Каире (Египет).
Возглавивший 1 июня 1944 года правительство в изгнании Иван Шубашич встретился на далматинском острове Вис 16 июня 1944 года с председателем Национального комитета освобождения Югославии (НКОЮ) Иосипом Броз Тито и подписал с ним соглашение, по которому находящиеся под командованием НКОЮ Народно-освободительная армия и партизанские отряды Югославии признавались единственной законной сражающейся силой (напротив, четники под командованием Драголюба Михаиловича, воевавшие от имени короля, были объявлены враждебной силой). Другой частью соглашения решение о будущем государственном устройстве страны откладывалось до проведения демократических выборов. Во втором договоре, подписанном 1 ноября 1944 года в освобождённом Белграде, был решён вопрос о порядке создания временного правительства, которым стало коалиционное Временное правительство Демократической Федеративной Югославии, сформированное 7 марта 1945 года под председательством Тито, в которое Шубашич вошёл как министр иностранных дел.
Символическим завершением периода югославской эмиграции стала передача председателем правительства Союзной Республики Югославии Зораном Жижичем 12 июля 2001 года ключей от Белого дворца в Белграде кронпринцу Югославии Александру Карагеоргиевичу.
|          | Портрет        | Имя (годы жизни)                                                                  | Полномочия      | Полномочия      | Партия | Кабинет     | Пр.                  |
| Начало   | Портрет        | Имя (годы жизни)                                                                  | Окончание       |                 | Партия | Кабинет     | Пр.                  |
| -------- | -------------- | --------------------------------------------------------------------------------- | --------------- | --------------- | --- | ----------- | -------------------- |
| А        |                | Душан Симович (1882—1962) сербохорв. Душан Симовић / Dušan Simović                | 15 апреля 1941  | 11 января 1942  | независимый с участием Хорватской крестьянской партией, Народной радикальной партии, Независимой демократической партии, Демократической партии, Словенской народной партии, Югославской мусульманской организации и Земледельческой партии | Симович     | [ 49 ]               |
| Б (I—II) |                | Слободан Йованович (1869—1958) сербохорв. Слободан Јовановић / Slobodan Jovanović | 11 января 1942  | 2 января 1943   | независимый | Йованович—I | [ 52 ] [ 53 ] [ 54 ] |
| Б (I—II) | 2 января 1943  | Слободан Йованович (1869—1958) сербохорв. Слободан Јовановић / Slobodan Jovanović | 26 июня 1943    | Йованович—II    | независимый |             | [ 52 ] [ 53 ] [ 54 ] |
| В        |                | Милаш Трифунович (1871—1957) сербохорв. Милош Трифуновић / Miloš Trifunović       | 26 июня 1943    | 10 августа 1943 | Народная радикальная партия | Трифунович  | [ 55 ] [ 56 ]        |
| Г        |                | Божидар Пурич (1891—1977) сербохорв. Божидар Пурић / Božidar Purić                | 10 августа 1943 | 1 июня 1944     | независимый | Пурич       | [ 57 ]               |
| Д (I—II) |                | Иван Шубашич (1892—1955) сербохорв. Иван Шубашић / Ivan Šubašić                   | 1 июня 1944     | 29 января 1945  | Хорватская крестьянская партия | Шубашич—I   | [ 50 ] [ 58 ]        |
| Д (I—II) | 29 января 1945 | Иван Шубашич (1892—1955) сербохорв. Иван Шубашић / Ivan Šubašić                   | 7 марта 1945    | Шубашич—II      | Хорватская крестьянская партия |             | [ 50 ] [ 58 ]        |

### Правительства АВНОЮ (1942—1945)

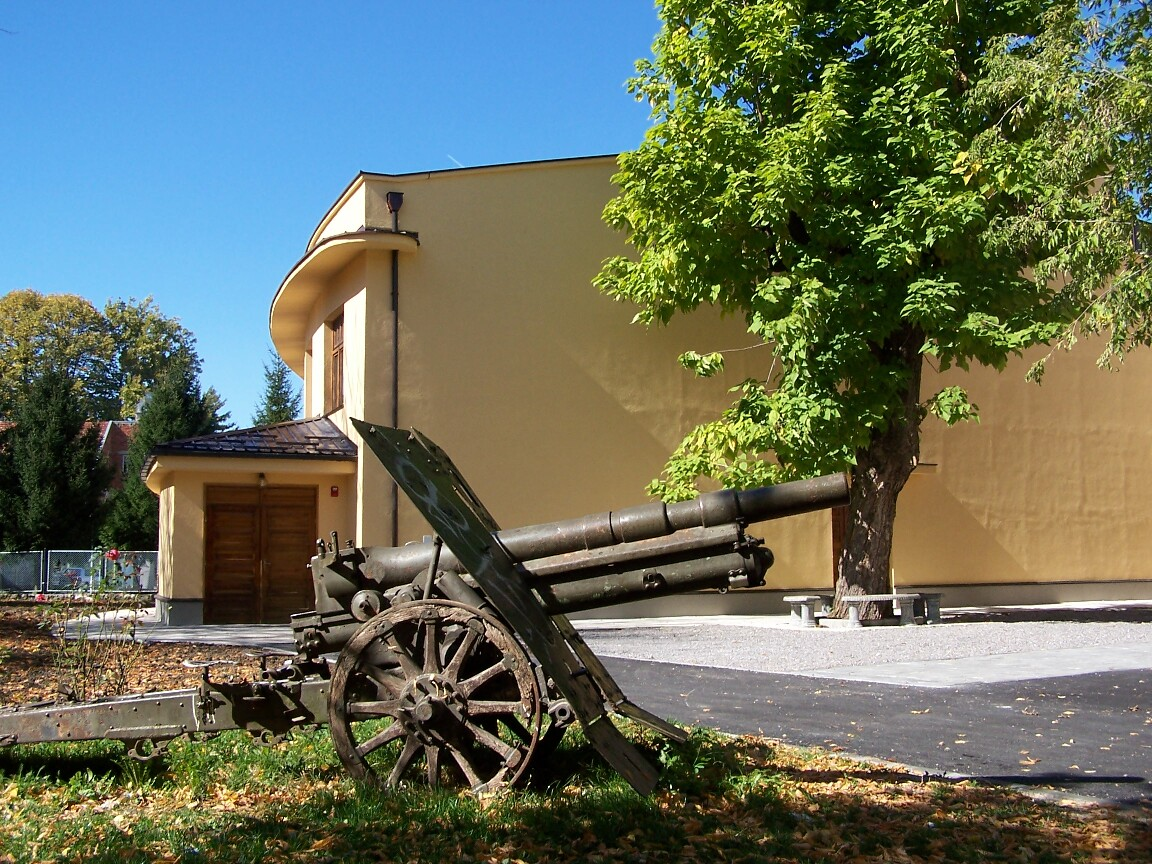
Здание в Бихаче, где прошла 1-я сессия АВНОЮ

Антифашистское вече народного освобождения Югославии (АВНОЮ) (сербохорв. Антифашистичко веће народног ослобођења Југославије / Antifašističko vijeće narodnog oslobođenja Jugoslavije) было созвано 26—27 ноября 1942 года в городе Бихач как общенациональный и общеполитический орган коммунистического движения в оккупированной Югославии. На первой сессии АВНОЮ был избран Исполнительный комитет АВНОЮ, председателем которого стал Иван Рибар (создавший департаменты экономики и финансов, образования, внутренних дел, здравоохранения, социальных, пропагандистских и религиозных секций) в последующем координировал работу народно-освободительных комитетов, разграничил военную деятельность и работу гражданских органов власти, обеспечивал армейские поставки и снабжение населения, работал над восстановлением экономики, учреждал школы и народные университеты, решал вопросы здравоохранения и социального обеспечения. На второй сессии АВНОЮ, состоявшейся 29—30 ноября 1943 года в городе Яйце, было принято решение об образовании Национального комитета освобождения Югославии (НКОЮ) с функциями временного правительства, который возглавил Иосип Броз Тито, и был одобрен план создания конституции Югославии как федеративной и было принято решение о строительстве после окончания Второй мировой войны демократического федеративного государства югославских народов под руководством Коммунистической партии Югославии. Были заложены основы федеративного устройства страны из 6 частей (Сербия, Хорватия, Босния и Герцеговина, Словения, Македония и Черногория).
В соответствии с соглашением с Правительством Югославии в изгнании 7 марта 1945 года под председательством Тито было создано коалиционное Временное правительство Демократической Федеративной Югославии.
|        | Портрет | Имя (годы жизни)                                                         | Полномочия     | Полномочия     | Партия                            | Должность | Кабинет                      | Пр.                  |
| Начало | Портрет | Имя (годы жизни)                                                         | Окончание      |                | Партия                            | Должность | Кабинет                      | Пр.                  |
| ------ | ------- | ------------------------------------------------------------------------ | -------------- | -------------- | --------------------------------- | --- | ---------------------------- | -------------------- |
| А      |         | Иван Рибар (1881—1968) сербохорв. Иван Рибар / Ivan Ribar                | 26 ноября 1942 | 29 ноября 1943 | Коммунистическая партия Югославии | председатель Исполнительного комитета Антифашистского веча народного освобождения Югославии сербохорв. Председник Извршног одбора Антифашистичког већа народног ослобођења Југославије / Predsjednik Izvršnog odbora Antifašističkog vijeća narodnog oslobođenja Jugoslavije | Исполнительный комитет АВНОЮ | [ 62 ] [ 63 ] [ 64 ] |
| Б      |         | Иосип Броз Тито (1892—1980) сербохорв. Јосип Броз Тито / Josip Broz Tito | 29 ноября 1943 | 7 марта 1945   | Коммунистическая партия Югославии | председатель Национального комитета освобождения Югославии сербохорв. Председник Националног комитета ослобођења Југославије / Predsjednik Nacionalnog komiteta oslobođenja Jugoslavije                                                                                      | НКОЮ                         | [ 65 ] [ 66 ] [ 67 ] |

## Демократическая Федеративная Югославия (1945)

Герб ДФЮ

29 ноября 1943 года в боснийском городе Яйце на второй сессии Антифашистского вече народного освобождения Югославии (АВНОЮ) было принято решение о строительстве после окончания Второй мировой войны демократического федеративного государства югославских народов под руководством Коммунистической партии Югославии. Были заложены основы федеративного устройства страны из 6 частей (Сербия, Хорватия, Босния и Герцеговина, Словения, Македония и Черногория).
7 марта 1945 года в Белграде было сформировано получившее международное признание временное правительство Демократической Федеративной Югославии во главе с председателем Министерского совета Иосипом Броз Тито.
29 ноября 1945 года Учредительная скупщина Югославии окончательно ликвидировала монархию и провозгласила Федеративную Народную Республику Югославию.
|        | Портрет | Имя (годы жизни)                                                         | Полномочия   | Полномочия     | Партия | Выборы | Должность | Кабинет | Пр.                  |
| Начало | Портрет | Имя (годы жизни)                                                         | Окончание    |                | Партия | Выборы | Должность | Кабинет | Пр.                  |
| ------ | ------- | ------------------------------------------------------------------------ | ------------ | -------------- | --- | ------ | --- | ------- | -------------------- |
| 15 (I) |         | Иосип Броз Тито (1892—1980) сербохорв. Јосип Броз Тито / Josip Broz Tito | 7 марта 1945 | 29 ноября 1945 | Коммунистическая партия Югославии в коалиции с Хорватской крестьянской партией, Демократической партии, Коммунистической партией Хорватии, Словенской народной партии | 1945   | председатель Министерского совета Демократической Федеративной Югославии сербохорв. Председник Министарског савета ДФЈ / Predsednik Ministarskog saveta DFJ | Тито—I  | [ 65 ] [ 66 ] [ 67 ] |

## ФНРЮ (1945—1963)

Герб ФНРЮ

После провозглашения 29 ноября 1945 года Учредительной скупщиной Федеративной Народной Республики Югославии (ФНРЮ), министерский совет Демократической Федеративной Югославии был преобразован в правительство (сербохорв. Влада / Vlada). Согласно принятой 31 января 1946 года конституции ФНРЮ её правительство формировалось Народной скупщиной, состоявшей из двух палат — Народного вече, избираемого непосредственно, и Союзного вече, представляющего регионы.
13 января 1953 года был принят конституционный закон, внёсший большое число поправок в конституцию 1946 года. Были частично разделены партийные и государственные политические функции, предоставлен ряд прав отдельным республикам, расширены полномочия местных органов власти. Была учреждена Федеральная Народная скупщина, состоявшая из двух палат — Федеральной палаты, представляющей регионы, и Палаты производителей, представляющей экономические предприятия и рабочие группы. В качестве исполнительного органа было создано Союзное исполнительное вече (сербохорв. Савезно извршно веће / Savezno izvršno vijeće), название должности его руководителя стало — Председатель Союзного исполнительного веча (сербохорв. председник Савезног извршног већа / predsjednik Saveznog izvršnog vijeća).
|           | Портрет        | Имя (годы жизни)                                                         | Полномочия     | Полномочия                                                     | Партия | Выборы | Должность | Кабинет | Пр.                  |
| Начало    | Портрет        | Имя (годы жизни)                                                         | Окончание      |                                                                | Партия | Выборы | Должность | Кабинет | Пр.                  |
| --------- | -------------- | ------------------------------------------------------------------------ | -------------- | -------------------------------------------------------------- | --- | --- | --- | ------- | -------------------- |
| 15 (I—VI) |                | Иосип Броз Тито (1892—1980) сербохорв. Јосип Броз Тито / Josip Broz Tito | 29 ноября 1945 | 31 января 1946                                                 | Коммунистическая партия Югославии в коалиции с Хорватской крестьянской партией, Демократической партии, Коммунистической партией Хорватии, Словенской народной партии | | председатель Правительства Федеративной Народной Республики Югославии сербохорв. Председник Владе ФНРЈ / Predsjednik Vlade FNRJ | Тито—I  | [ 65 ] [ 66 ] [ 67 ] |
| 15 (I—VI) | 1 февраля 1946 | Иосип Броз Тито (1892—1980) сербохорв. Јосип Броз Тито / Josip Broz Tito | 27 апреля 1950 | Коммунистическая партия Югославии                              | 1950 | Тито—II | председатель Правительства Федеративной Народной Республики Югославии сербохорв. Председник Владе ФНРЈ / Predsjednik Vlade FNRJ |         | [ 65 ] [ 66 ] [ 67 ] |
| 15 (I—VI) | 27 апреля 1950 | Иосип Броз Тито (1892—1980) сербохорв. Јосип Броз Тито / Josip Broz Tito | 14 января 1953 | Коммунистическая партия Югославии → Союз коммунистов Югославии | | Тито—III | председатель Правительства Федеративной Народной Республики Югославии сербохорв. Председник Владе ФНРЈ / Predsjednik Vlade FNRJ |         | [ 65 ] [ 66 ] [ 67 ] |
| 15 (I—VI) | 14 января 1953 | Иосип Броз Тито (1892—1980) сербохорв. Јосип Броз Тито / Josip Broz Tito | 30 января 1954 | Союз коммунистов Югославии                                     | 1953 | председатель Союзного исполнительного веча Федеративной Народной Республики Югославии сербохорв. Председник Савезног извршног већа ФНРЈ / Predsjednik Saveznog izvršnog vijeća FNRJ | Тито—IV |         | [ 65 ] [ 66 ] [ 67 ] |
| 15 (I—VI) | 30 января 1954 | Иосип Броз Тито (1892—1980) сербохорв. Јосип Броз Тито / Josip Broz Tito | 19 апреля 1958 | Союз коммунистов Югославии                                     | 1958 | председатель Союзного исполнительного веча Федеративной Народной Республики Югославии сербохорв. Председник Савезног извршног већа ФНРЈ / Predsjednik Saveznog izvršnog vijeća FNRJ | Тито—V |         | [ 65 ] [ 66 ] [ 67 ] |
| 15 (I—VI) | 19 апреля 1958 | Иосип Броз Тито (1892—1980) сербохорв. Јосип Броз Тито / Josip Broz Tito | 7 апреля 1963  | Союз коммунистов Югославии                                     | | председатель Союзного исполнительного веча Федеративной Народной Республики Югославии сербохорв. Председник Савезног извршног већа ФНРЈ / Predsjednik Saveznog izvršnog vijeća FNRJ | Тито—VI |         | [ 65 ] [ 66 ] [ 67 ] |

## СФРЮ (1963—1991)

Герб СФРЮ

Вступившая в силу 7 апреля 1963 года новая конституция Югославии провозгласила страну социалистическим государством, в соответствии с чем его название было изменено на Социалистическая Федеративная Республика Югославия (серб. Социјалистичка Федеративна Република Југославија / Socijalistička Federativna Republika Jugoslavija).
В 1974 году была принята новая федеральная конституция, включившая автономные края Воеводина и Косово и Метохия (Косово) в число субъектов федерации. В том же году после гибели в авиакатастрофе Джемала Биедича был задействован механизм временного коллегиального замещения полномочий председателя Союзного исполнительного веча его заместителями.
20 декабря 1991 года председатель Союзного исполнительного веча Анте Маркович в связи с провозглашением независимости Словении и Хорватии заявил о «возвращении мандата гражданам Югославии», после чего федеральное правительство фактически возглавил Александар Митрович. 27 апреля 1992 года Сербия вместе с Черногорией образовала Союзную Республику Югославию.
|           | Портрет                          | Имя (годы жизни) | Полномочия      | Полномочия     | Партия                         | Выборы        | Должность | Кабинет | Пр.                  |
| Начало    | Портрет                          | Имя (годы жизни) | Окончание       |                | Партия                         | Выборы        | Должность | Кабинет | Пр.                  |
| --------- | -------------------------------- | --- | --------------- | -------------- | ------------------------------ | ------------- | --- | --- | -------------------- |
| 15 (VI)   |                                  | Иосип Броз Тито (1892—1980) сербохорв. Јосип Броз Тито / Josip Broz Tito                                                      | 7 апреля 1963   | 30 июня 1963   | Союз коммунистов Югославии     | 1963          | председатель Союзного исполнительного веча Социалистической Федеративной Республики Югославии сербохорв. Председник Савезног извршног већа СФРЈ / Predsjednik Saveznog izvršnog vijeća SFRJ | Тито—VI | [ 65 ] [ 66 ] [ 67 ] |
| 16        |                                  | Петар Стамболич (1912—2007) сербохорв. Петар Стамболић / Petar Stambolić                                                      | 30 июня 1963    | 18 мая 1967    | Союз коммунистов Югославии     |               | председатель Союзного исполнительного веча Социалистической Федеративной Республики Югославии сербохорв. Председник Савезног извршног већа СФРЈ / Predsjednik Saveznog izvršnog vijeća SFRJ | Стамболич | [ 74 ] [ 75 ] [ 76 ] |
| 17        |                                  | Мика Шпиляк (1916—2007) сербохорв. Мика Шпиљак / Mika Špiljak                                                                 | 18 мая 1967     | 18 мая 1969    | Союз коммунистов Югославии     | 1969          | председатель Союзного исполнительного веча Социалистической Федеративной Республики Югославии сербохорв. Председник Савезног извршног већа СФРЈ / Predsjednik Saveznog izvršnog vijeća SFRJ | Шпиляк | [ 76 ] [ 77 ] [ 78 ] |
| 18        |                                  | Митя Рибичич (1919—2013) сербохорв. Митја Рибичич / Mitja Ribičič                                                             | 18 мая 1969     | 30 июля 1971   | Союз коммунистов Югославии     |               | председатель Союзного исполнительного веча Социалистической Федеративной Республики Югославии сербохорв. Председник Савезног извршног већа СФРЈ / Predsjednik Saveznog izvršnog vijeća SFRJ | Рибичич | [ 79 ] [ 80 ] [ 81 ] |
| 19 (I—II) |                                  | Джемал Биедич (1917—1977) сербохорв. Џемал Биједић / Džemal Bijedić                                                           | 30 июля 1971    | 17 мая 1974    | Союз коммунистов Югославии     | 1974          | председатель Союзного исполнительного веча Социалистической Федеративной Республики Югославии сербохорв. Председник Савезног извршног већа СФРЈ / Predsjednik Saveznog izvršnog vijeća SFRJ | Биедич—I | [ 82 ] [ 83 ]        |
| 19 (I—II) | 17 мая 1974                      | Джемал Биедич (1917—1977) сербохорв. Џемал Биједић / Džemal Bijedić                                                           | 18 января 1977  |                | Союз коммунистов Югославии     | Биедич—II     | председатель Союзного исполнительного веча Социалистической Федеративной Республики Югославии сербохорв. Председник Савезног извршног већа СФРЈ / Predsjednik Saveznog izvršnog vijeća SFRJ | | [ 82 ] [ 83 ]        |
| и. о.     |                                  | Милош Минич (1914—2003) сербохорв. Милош Минић / Miloš Minić                                                                  | 18 января 1977  | 15 марта 1977  | Союз коммунистов Югославии     | Биедич—II     | [ комм. 17 ] | заместители председателя Союзного исполнительного веча Социалистической Федеративной Республики Югославии сербохорв. замјеници предсједника Савезног извршног већа СФРЈ / zamjenici predsjednika Saveznog izvršnog vijeća SFRJ | [ 84 ]               |
| и. о.     |                                  | Антон Вратуша (1915—2017) сербохорв. Антон Вратуша / Anton Vratuša венг. Vratussa Antall                                      | 18 января 1977  | 15 марта 1977  | Союз коммунистов Югославии     | Биедич—II     | [ комм. 17 ] | заместители председателя Союзного исполнительного веча Социалистической Федеративной Республики Югославии сербохорв. замјеници предсједника Савезног извршног већа СФРЈ / zamjenici predsjednika Saveznog izvršnog vijeća SFRJ | [ 85 ] [ 86 ]        |
| и. о.     |                                  | Доброслав Чулафич (1926—2011) сербохорв. Доброслав Ћулафић / Dobroslav Ćulafić                                                | 18 января 1977  | 15 марта 1977  | Союз коммунистов Югославии     | Биедич—II     | [ комм. 17 ] | заместители председателя Союзного исполнительного веча Социалистической Федеративной Республики Югославии сербохорв. замјеници предсједника Савезног извршног већа СФРЈ / zamjenici predsjednika Saveznog izvršnog vijeća SFRJ | [ 87 ] [ 88 ]        |
| и. о.     |                                  | Берислав Шефер (1926—) сербохорв. Берислав Шефер / Berislav Šefer                                                             | 18 января 1977  | 15 марта 1977  | Союз коммунистов Югославии     | Биедич—II     | [ комм. 17 ] | заместители председателя Союзного исполнительного веча Социалистической Федеративной Республики Югославии сербохорв. замјеници предсједника Савезног извршног већа СФРЈ / zamjenici predsjednika Saveznog izvršnog vijeća SFRJ | [ 89 ]               |
| 20 (I—II) |                                  | Веселин Джуранович (1925—1997) сербохорв. Веселин Ђурановић / Veselin Đuranović                                               | 15 марта 1977   | 16 мая 1978    | Союз коммунистов Югославии     | 1978          | председатель Союзного исполнительного веча Социалистической Федеративной Республики Югославии сербохорв. Председник Савезног извршног већа СФРЈ / Predsjednik Saveznog izvršnog vijeća SFRJ | Джуранович—I | [ 90 ] [ 91 ] [ 92 ] |
| 20 (I—II) | 16 мая 1978                      | Веселин Джуранович (1925—1997) сербохорв. Веселин Ђурановић / Veselin Đuranović                                               | 16 мая 1982     | 1982           | Союз коммунистов Югославии     | Джуранович—II | председатель Союзного исполнительного веча Социалистической Федеративной Республики Югославии сербохорв. Председник Савезног извршног већа СФРЈ / Predsjednik Saveznog izvršnog vijeća SFRJ | | [ 90 ] [ 91 ] [ 92 ] |
| 21        |                                  | Милка Планинц (1924—2010) сербохорв. Милка Планинц / Milka Planinc урожд. Милка Малада сербохорв. Милка Малада / Milka Malada | 16 мая 1982     | 16 мая 1986    | Союз коммунистов Югославии     | 1986          | председатель Союзного исполнительного веча Социалистической Федеративной Республики Югославии сербохорв. Председник Савезног извршног већа СФРЈ / Predsjednik Saveznog izvršnog vijeća SFRJ | Планинц | [ 93 ] [ 94 ] [ 95 ] |
| 22        |                                  | Бранко Микулич (1928—1994) сербохорв. Бранко Микулић / Branko Mikulić                                                         | 16 мая 1986     | 16 марта 1989  | Союз коммунистов Югославии     |               | председатель Союзного исполнительного веча Социалистической Федеративной Республики Югославии сербохорв. Председник Савезног извршног већа СФРЈ / Predsjednik Saveznog izvršnog vijeća SFRJ | Микулич | [ 96 ] [ 97 ] [ 98 ] |
| 23        |                                  | Анте Маркович (1924—2011) сербохорв. Анте Марковић / Ante Marković                                                            | 16 марта 1989   | 27 апреля 1992 | Союз коммунистов Югославии     | 1989          | председатель Союзного исполнительного веча Социалистической Федеративной Республики Югославии сербохорв. Председник Савезног извршног већа СФРЈ / Predsjednik Saveznog izvršnog vijeća SFRJ | Маркович | [ 99 ] [ 100 ]       |
|           | Союз реформистских сил Югославии | Анте Маркович (1924—2011) сербохорв. Анте Марковић / Ante Marković                                                            | 16 марта 1989   | 27 апреля 1992 |                                | 1989          | председатель Союзного исполнительного веча Социалистической Федеративной Республики Югославии сербохорв. Председник Савезног извршног већа СФРЈ / Predsjednik Saveznog izvršnog vijeća SFRJ | Маркович | [ 99 ] [ 100 ]       |
| и. о.     |                                  | Александар Митрович (1933—2012) сербохорв. Александар Митровић / Aleksandar Mitrović                                          | 20 декабря 1991 | 27 апреля 1992 | Социалистическая партия Сербии | [ комм. 20 ]  | председатель Союзного исполнительного веча Социалистической Федеративной Республики Югославии сербохорв. Председник Савезног извршног већа СФРЈ / Predsjednik Saveznog izvršnog vijeća SFRJ | Маркович | [ 72 ]               |

## СРЮ (1992—2003)

Герб СРЮ

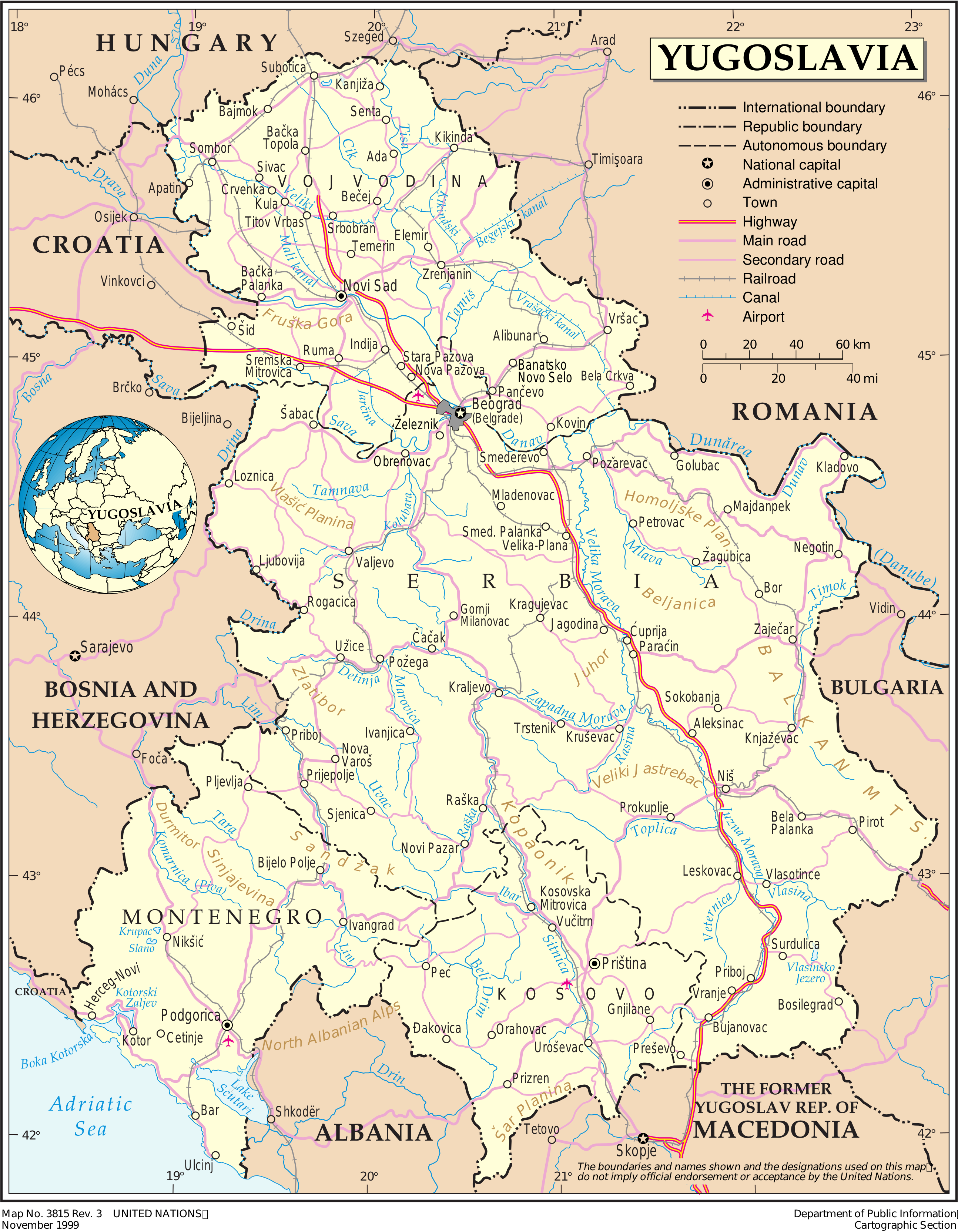
Карта СРЮ

Приняв 27 апреля 1992 года новую союзную конституцию, Сербия и Черногория образовали Союзную Республику Югославию (серб. Савезна Република Југославија / Savezna Republika Jugoslavija). Государственным языком страны стал сербский, федеральный исполнительный орган получил наименование Союзного правительства во главе с председателем (серб. Председник Савезне владе Савезне Републике Југославије / Predsjednik Savezne vlade Savezne Republike Jugoslavije). Оно было сформировано 14 июля 1992 года после проведения 31 мая 1992 года выборов в союзный парламент. 14 февраля 2003 года Югославия была преобразована в Государственный Союз Сербии и Черногории, представлявший собой конфедерацию независимых государств.
В период с 24 марта по 10 июня 1999 года против страны была проведена военная операция НАТО «Союзная сила» (англ. Allied Force), обосновывавшаяся как гуманитарная интервенция, во время которой под ударом оказались как военные объекты, так и гражданская инфраструктура. В связи с отсутствием мандата ООН вопрос её легитимности поднимается до настоящего времени. Операция была остановлена после достижения технического соглашения о введении в Косово международных сил, 10 июня 1999 года Совет Безопасности ООН принял резолюцию 1244 о создании Миссии Организации Объединённых Наций по делам временной администрации в Косово и международных сил KFOR.
|           | Портрет       | Имя (годы жизни)                                                                | Полномочия     | Полномочия     | Партия | Выборы                                      | Кабинет   | Пр.                     |
| Начало    | Портрет       | Имя (годы жизни)                                                                | Окончание      |                | Партия | Выборы                                      | Кабинет   | Пр.                     |
| --------- | ------------- | ------------------------------------------------------------------------------- | -------------- | -------------- | --- | ------------------------------------------- | --------- | ----------------------- |
| (23)      |               | Анте Маркович (1924—2011) серб. Анте Марковић / Ante Marković                   | 27 апреля 1992 | 14 июля 1992   | Союз реформистских сил Югославии | [ комм. 23 ]                                | Маркович  | [ 99 ] [ 100 ]          |
| и. о.     |               | Александар Митрович (1933—2012) серб. Александар Митровић / Aleksandar Mitrović | 27 апреля 1992 | 14 июля 1992   | Социалистическая партия Сербии | [ комм. 23 ]                                | Маркович  | [ 72 ]                  |
| 24        |               | Милан Панич (1929—) серб. Милан Панић / Milan Panić                             | 14 июля 1992   | 2 марта 1993   | независимый с участием Социалистической партии Сербии и Демократической партии социалистов Черногории                                                                                               | 1992, май                                   | Панич     | [ 106 ] [ 107 ] [ 108 ] |
| 25 (I—II) |               | Радое Контич (1937—) серб. Радоје Контић / Radoje Kontić                        | 2 марта 1993   | 20 марта 1997  | Демократическая партия социалистов Черногории | 1992, декабрь                               | Контич—I  | [ 109 ] [ 110 ]         |
| 25 (I—II) | 20 марта 1997 | Радое Контич (1937—) серб. Радоје Контић / Radoje Kontić                        | 18 марта 1998  | 1996           | Демократическая партия социалистов Черногории | Контич—II                                   |           | [ 109 ] [ 110 ]         |
| 26        |               | Момир Булатович (1956—2019) серб. Момир Булатовић / Momir Bulatović             | 18 марта 1998  | 1996           | 4 ноября 2000 | Социалистическая народная партия Черногории | Булатович | [ 111 ] [ 112 ] [ 113 ] |
| 27        |               | Зоран Жижич (1951—2013) серб. Зоран Жижић / Zoran Žižić                         | 4 ноября 2000  | 24 июля 2001   | Социалистическая народная партия Черногории в коалиции с Гражданским союзом Сербии, Демократической партией, Демократической партией Сербии, Народной партией и Санджакской демократической партией | 2000                                        | Жижич     | [ 114 ] [ 115 ]         |
| 28        |               | Драгиша Пешич (1954—2016) серб. Драгиша Пешић / Dragiša Pešić                   | 24 июля 2001   | 4 февраля 2003 | Социалистическая народная партия Черногории в коалиции с партией Г17+, Гражданским союзом Сербии, Демократической партией, Народной партией и Санджакской демократической партией                   | 2000                                        | Пешич     | [ 116 ] [ 117 ]         |

## Государственный Союз Сербии и Черногории (2003—2006)
14 марта 2002 года Сербия и Черногория пришли к соглашению о сотрудничестве только в некоторых политических областях (например, оборонительный союз и международное представительство). 4 февраля 2003 года было принято конституционное уложение Государственного Союза Сербии и Черногории (серб. Државна заједница Србија и Црна Гора / Državna zajednica Srbija i Crna Gora). Каждое государство имело своё собственное законодательство и экономическую политику, а позже — валюту, таможню и другие государственные атрибуты. Союз официально не имел общей столицы — хотя большинство правительственных органов находилось в столице Сербии Белграде, некоторые были переведены в столицу Черногории Подгорицу. Общее федеральное правительство было ликвидировано, последнее правительство Пешича прекратило работу 7 марта 2003 года после передачи дел президенту Государственного Союза Светозару Маровичу. 21 мая 2006 года в Черногории был проведён референдум о национальной независимости. По его результатам 3 июня 2006 года была провозглашена национальная независимость Черногории, вскоре признанная Сербией, что означало распад Государственного Союза Сербии и Черногории.